# Nickel Boys
Cet article concerne le roman original. Pour le film, voir Nickel Boys (film).
Nickel Boys (titre original : The Nickel Boys) est le septième roman écrit par Colson Whitehead, sorti en 2019 aux États-Unis. 

## Contenu
Il est basé sur une histoire vraie qui s'est déroulée à la Dozier School (en), centre correctionnel de rééducation pour jeunes détenus mineurs, en Floride, où de jeunes Noirs ont été persécutés entre 1900 et 2011.
Tallahassee en Floride est la petite ville de l'enfance du personnage principal, Elwood Curtis, afro-américain. Alors qu'il a l'intention de rejoindre en autostop l'établissement universitaire où il va commencer ses études, il est arrêté par la police dans une voiture volée.
La maison de correction où se déroule la majeure partie de l'action, dans les années 1960, est le plus grand centre de redressement des États-Unis, célèbre pour les mauvais traitements infligés aux mineurs, particulièrement s'ils ne sont pas blancs.
Elwood Curtis y fait la connaissance de Jack Turner, codétenu, plus cynique ou désespéré que lui.
Années 2010, une équipe d'étudiants en archéologie met au jour le cimetière clandestin de l'école.

## Distinctions
Le livre est nommé dans la liste des meilleurs livres de la décennie par Time magazine et permet à son auteur de remporter pour la deuxième fois, en 2020, le prix Pulitzer de la fiction après Underground Railroad, qui traitait également de la condition des Afro-américains.
- Prix Alex 2020
- Prix Kirkus (en) 2019
- Prix Orwell (littérature) 2019 (fiction politique)
- Prix Pulitzer de la fiction 2020

## Éditions
- The Nickel Boys, Doubleday, 16 juillet 2019, 224 p.  (ISBN 978-0-385-53707-0)
- Nickel Boys, Albin Michel, coll. « Terres d'Amérique », 19 août 2020, trad. Charles Recoursé, 258 p.  (ISBN 978-2-226-44303-8)
- Nickel Boys, Le Livre de poche no 36322, 5 janvier 2022, trad. Charles Recoursé, 264 p.  (ISBN 978-2-253-93502-5)

## Adaptation
Le film Nickel Boys sort en 2024.